# Kei Sano
Kei Sano (japanisch 佐野 渓 Sano Kei; * 3. April 1992 in Brüssel, Belgien) ist ein japanischer Fußballspieler.

## Karriere
Kei Sano erlernte das Fußballspielen in der Schulmannschaft der Aichi Kogyo University Meiden High School sowie in der Universitätsmannschaft der Aichi Gakuin University. Wo er von April 2015 bis Januar 2021 gespielt hat, ist unbekannt. Am 1. Februar 2021 unterschrieb er einen Vertrag beim maltesischen Zweitligisten FC St. Andrews. Hier stand er eine Saison unter Vertrag und bestritt 24 Ligaspiele. Zu Beginn der Saison 2022/23 wechselte er zum maltesischen Erstligisten FC Sirens. Für den Verein aus San Pawl il-Baħar bestritt er 26 Erstligaspiele. Im Juli 2023 zog es ihn nach Indonesien, wo er einen Vertrag beim Erstligisten PSS Sleman unterschrieb. Nach 15 Ligaspielen, in denen er zwei Tore erzielte, wechselte er im November 2023 für den Rest der Saison auf Leihbasis zum Zweitligisten Sada Sumut FC. Der thailändische Zweitligist Kanchanaburi Power FC verpflichtete ihn im Juni 2024. Am Ende der Saison 2024/25 belegte er mit dem Verein den vierten Tabellenplatz und qualifizierte sich somit für die Play-off-Spiele zur ersten Liga. Im Halbfinale konnte man sich gegen den fünftplatzierten Mahasarakham SBT FC durchsetzen. Im Finale traf man auf den Phrae United FC. Das Hinspiel im eigenen Stadion gewann man mit 3:2. Das Rückspiel endete 2:2. Kanchanaburi gewann mit insgesamt 5:4 und stieg somit in die erste Liga auf. Nach dem Aufstieg wurde sein Vertrag im Mai 2025 nicht verlängert. Für Kanchanaburi bestritt er 28 Ligaspiele.